# Sobralia decora
Sobralia decora är en orkidéart som beskrevs av James Bateman. Sobralia decora ingår i släktet Sobralia och familjen orkidéer. Inga underarter finns listade i Catalogue of Life.

## Bildgalleri

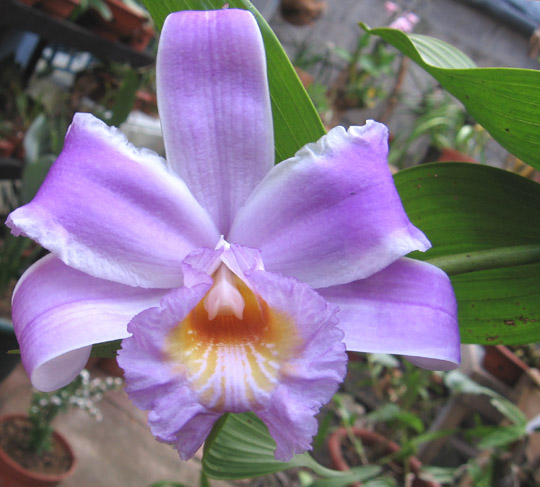
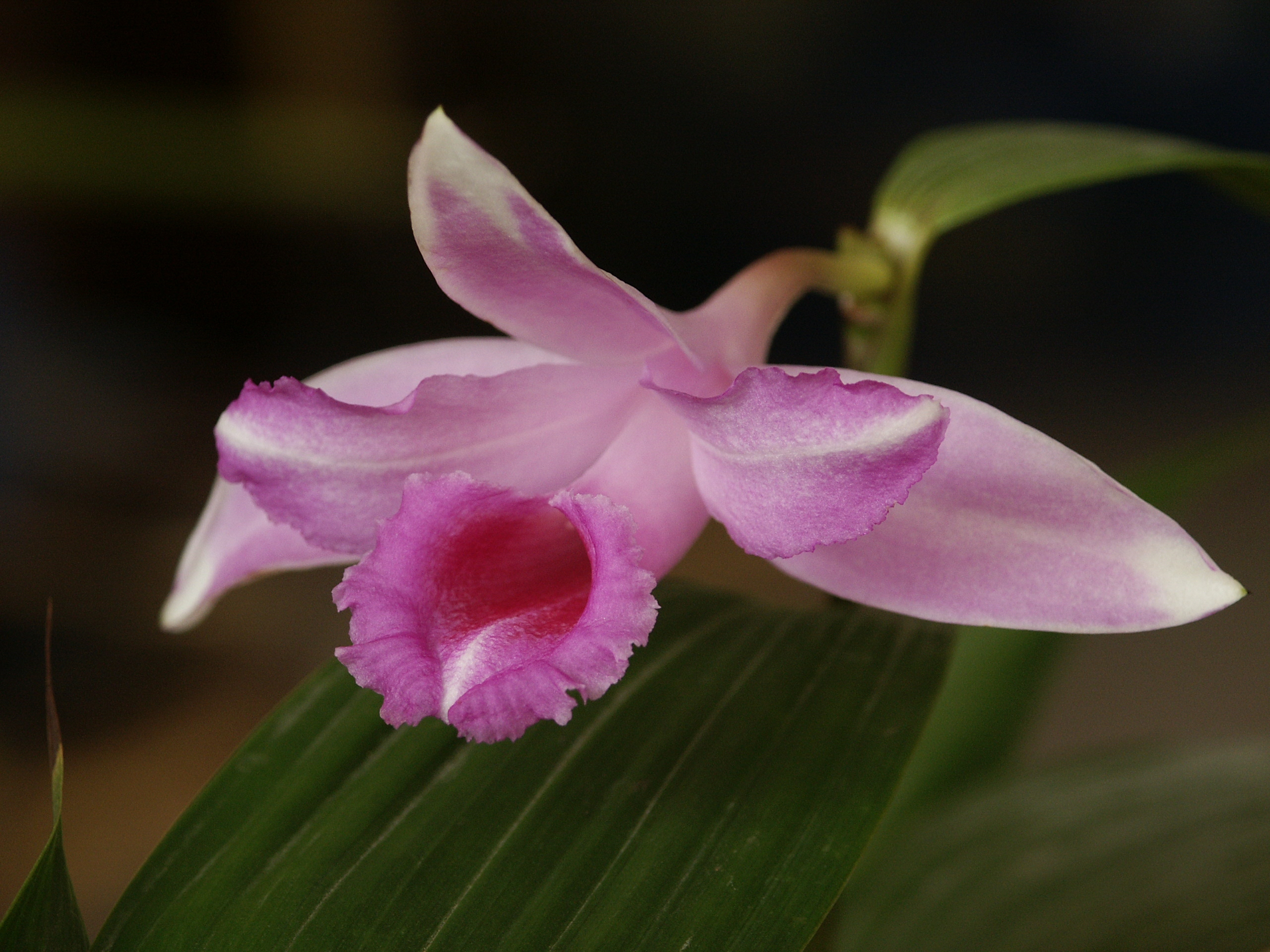
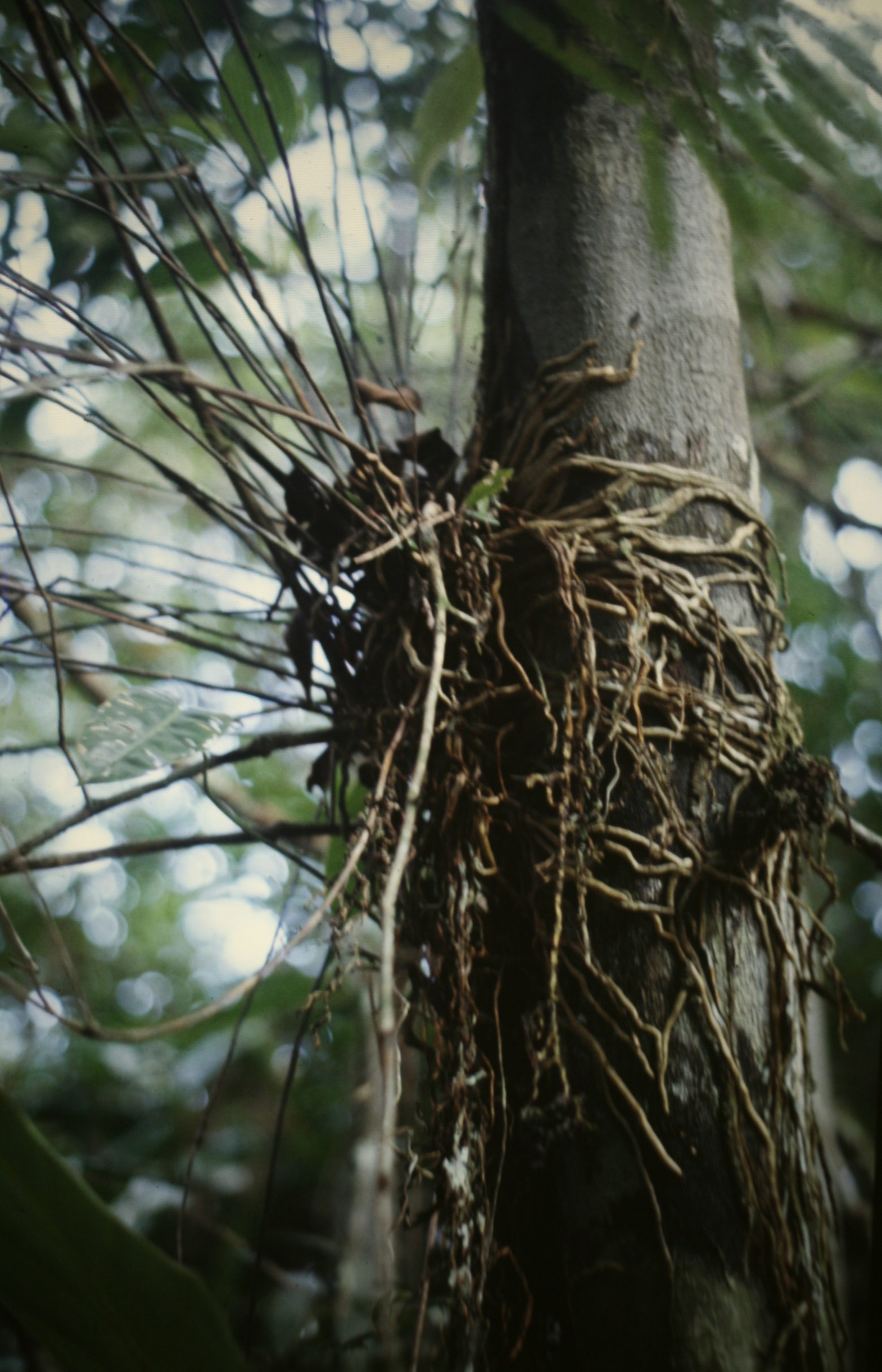
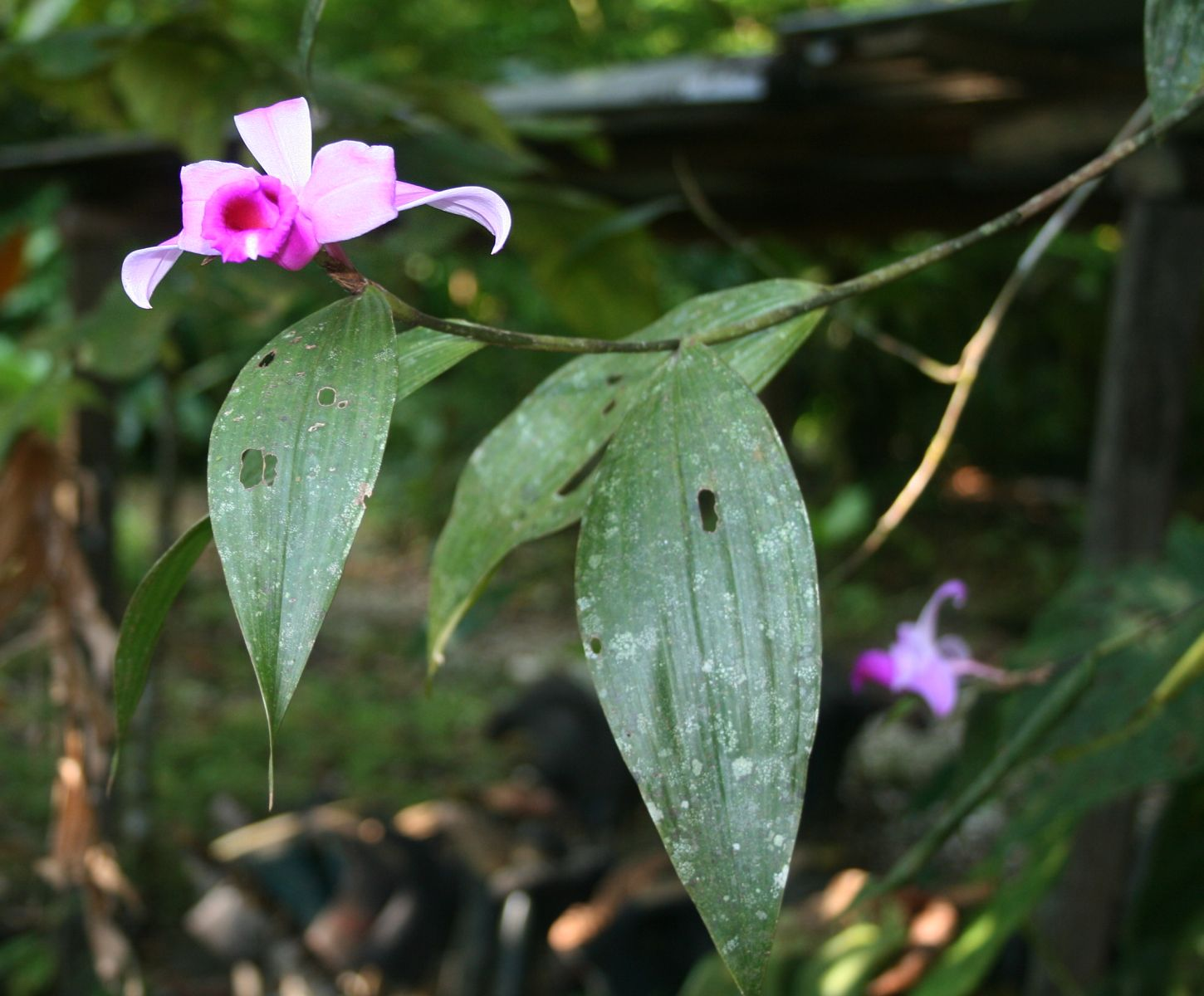
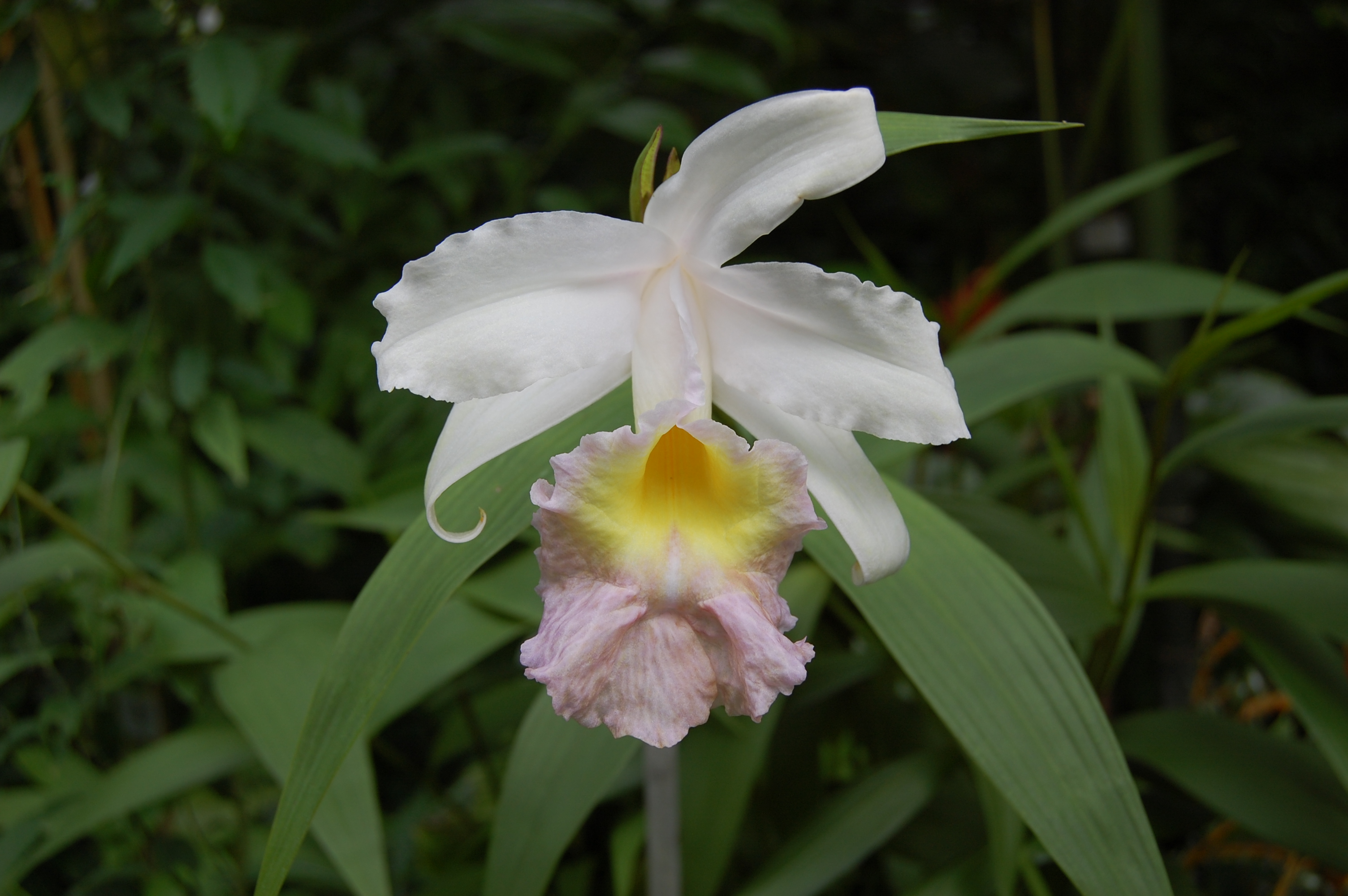
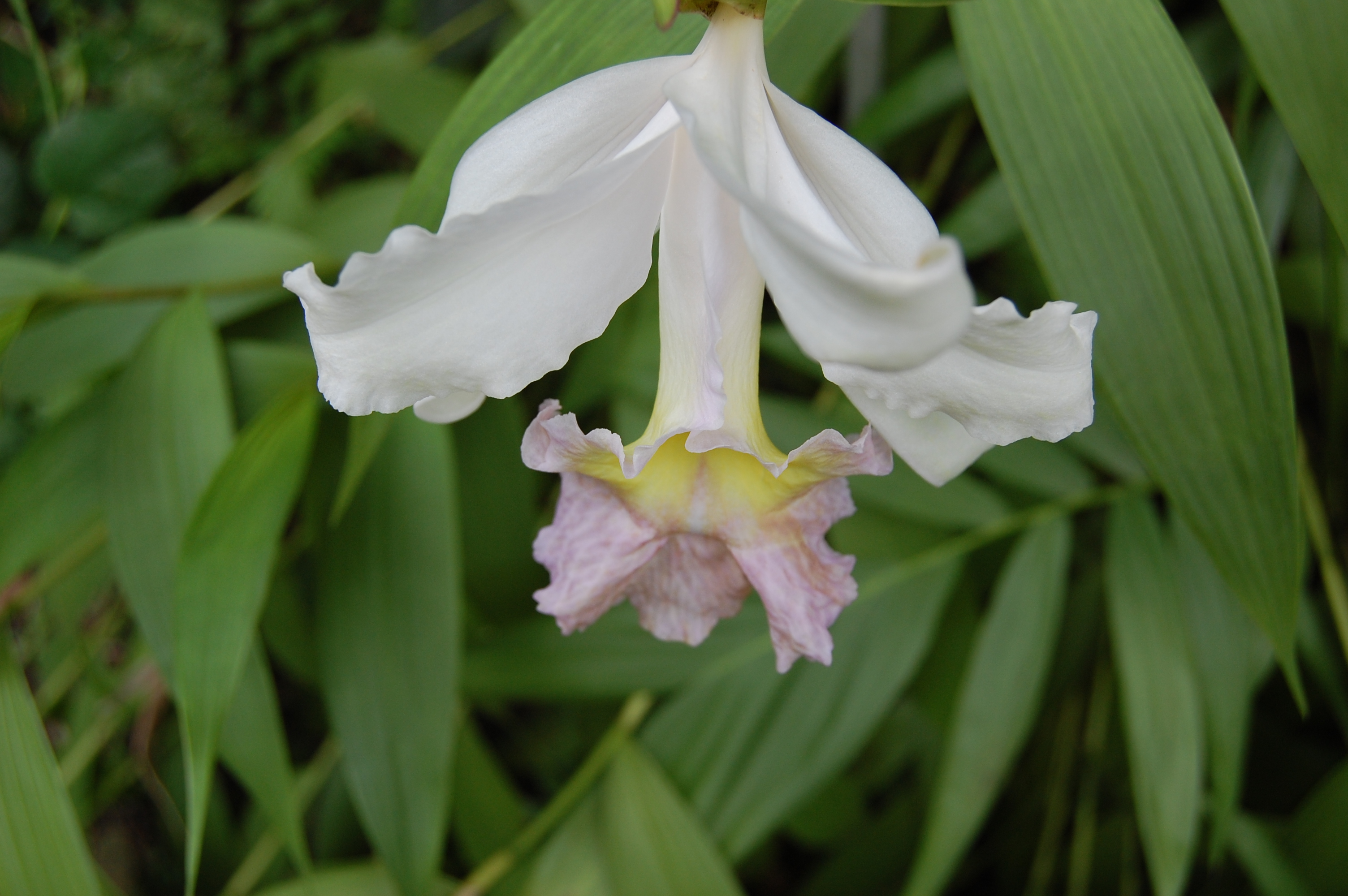